# Pfarrhaus Heimbach (Greding)

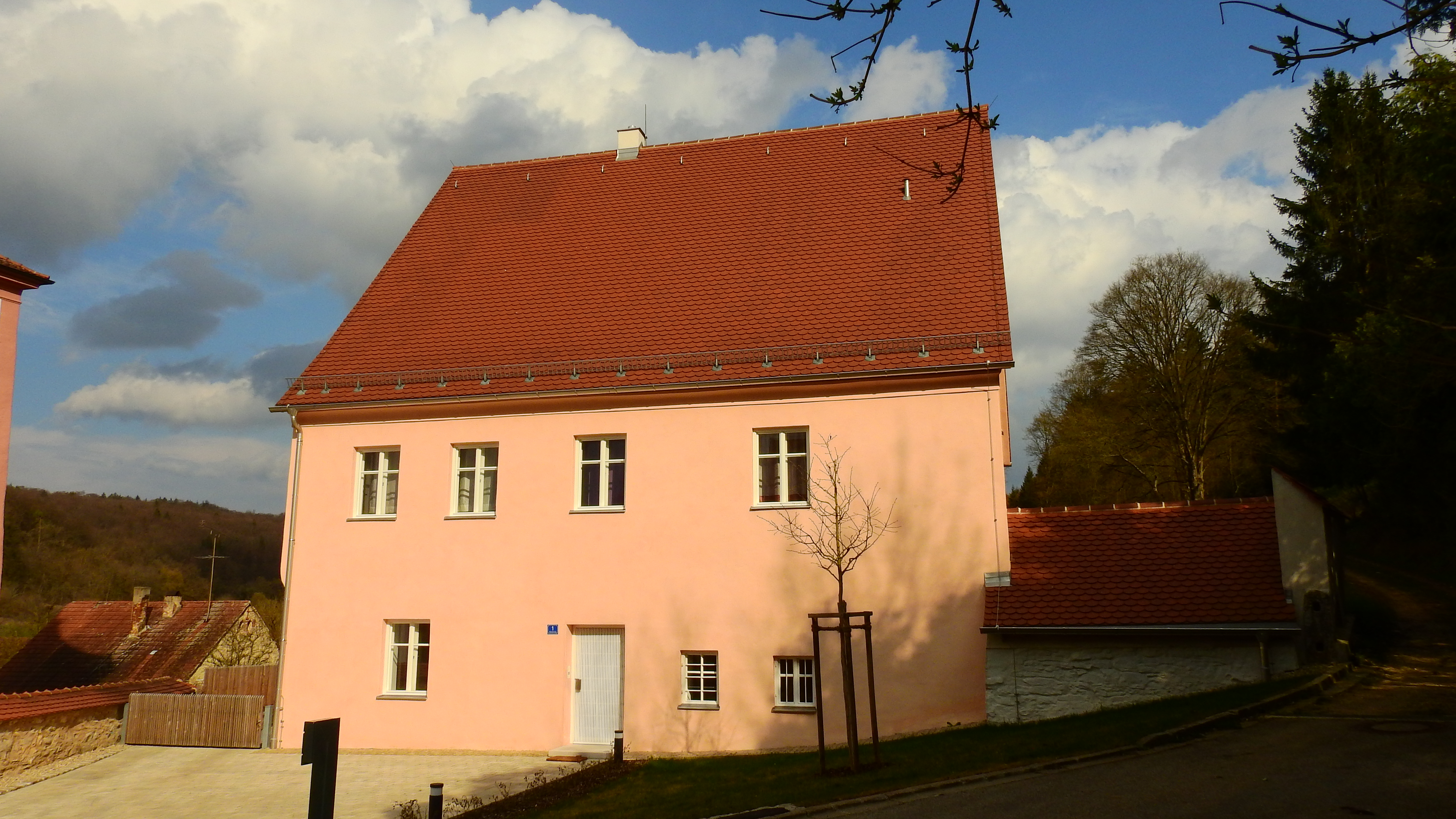
Pfarrhaus in Heimbach

Das katholische Pfarrhaus in Heimbach, einem Gemeindeteil der Stadt Greding im mittelfränkischen Landkreis Roth in Bayern, wurde wohl 1701 errichtet. Das Pfarrhaus am Salvatorweg 1 ist ein geschütztes Baudenkmal. Der letzte Pfarrer starb Ende der 1990er Jahre. Seit der Renovierung wird das Pfarrhaus von einem Priester bewohnt, der im Bischöflichen Ordinariat Eichstätt arbeitet.
Es handelt sich um einen zweigeschossigen, giebelständigen und verputzten Satteldachbau.